# Menhir du Bodel

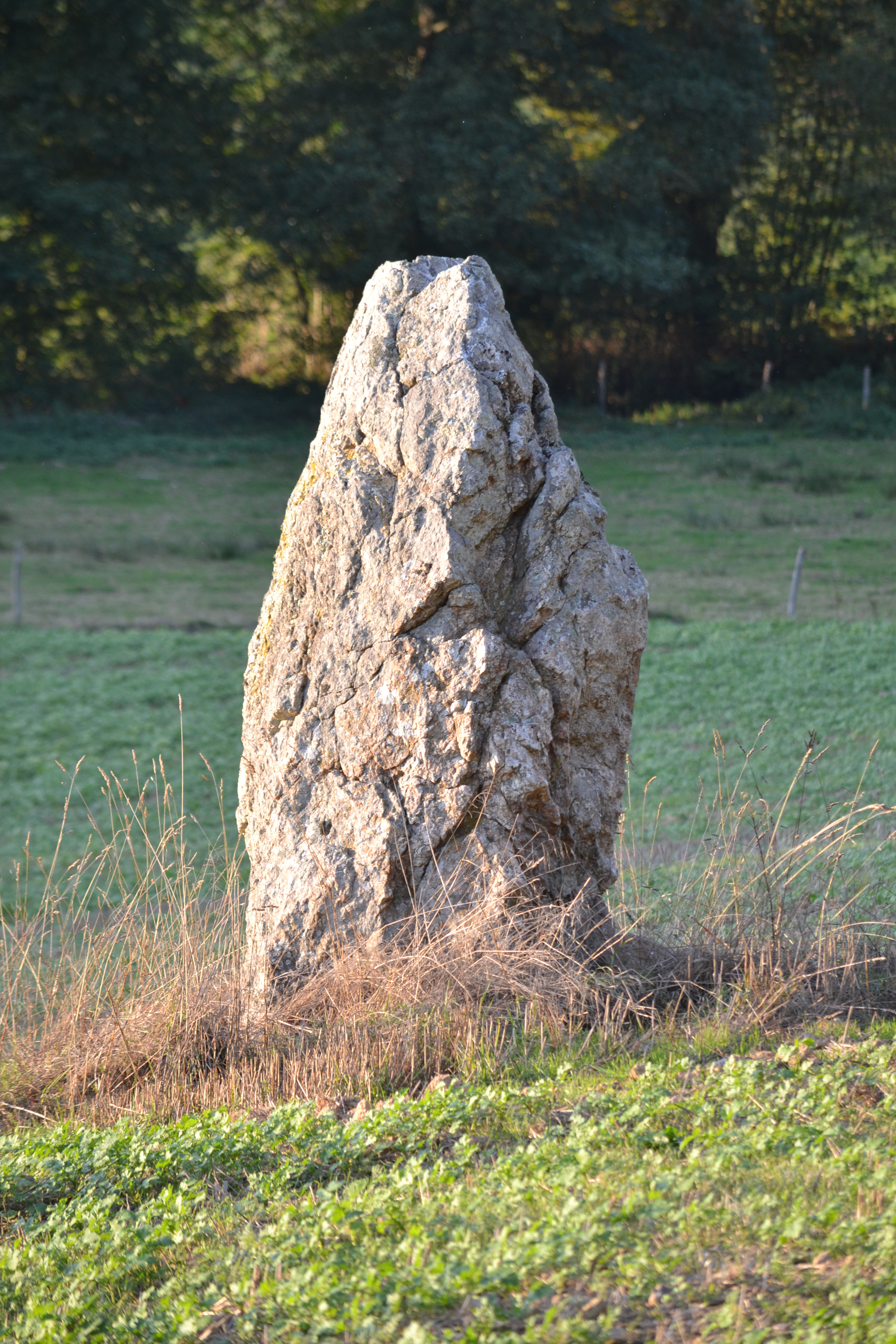
Menhir du Bodel

Der Menhir du Bodel steht in einem Feld in der Nähe des Flüsschens „Ruisseau de Bodel“, nördlich von Ruffiac  und südlich von Caro, bei Ploërmel im Département Morbihan in der  Bretagne in Frankreich. Der weiße Menhir ist spindelartig und etwa mannshoch.
In der Nähe liegen die Reste der Allée couverte du Haut Bodel, die von Lobo, von Gajal und von Grand Village Ouest.